# Eleutherodactylus cavernibardus
Eleutherodactylus cavernibardus là một loài ếch trong họ Leptodactylidae.
Nó được tìm thấy ở Venezuela và có thể cả Brasil.
Các môi trường sống tự nhiên của chúng là các khu rừng vùng núi ẩm nhiệt đới hoặc cận nhiệt đới và hang.